# Елизарово (Переславский район)
Елиза́рово — село в Переславском районе Ярославской области.
Расположенное в 172 километрах по шоссе северо-восточнее Москвы, в 26 км восточнее от районного центра Переславля-Залесского, в 150 километрах юго-западнее областного центра — Ярославля.
Ближайшая железнодорожная станция — Рязанцево Северной железной дороги на расстоянии 4 км от села.
Постоянное население на 1 января 2007 года 336 человек.

## История
Село Елизарово упоминается в духовной грамоте Дмитрия Донского (1389) как владение московского князя.
Во второй половине XVII веке селом владел ближний боярин великого князя Ивана III Андрей Михайлович Плещеев который получил его в приданое за женой. Его жена Елена (Алёна) Яковлевна Кошкина, была внучкой влиятельного московского боярина Ивана Федоровича Кошкина, приближенного князя Дмитрия Донского и великого князя Василия I Дмитриевича. В 1491 году Андрей Михайлович Плещеев составляет духовную, в которой завещает село Елизаровское своему сыну Михаилу Андреевичу.
После смерти Михаила Андреевича Плещеева село перешло к его брату, воеводе Даниилу Андреевичу Басману-Плещееву, который стал прародителем рода Басмановых. От него село Елизарово перешло к сыну Алексею Даниловичу Басманову, приближённому Ивана Грозного, затем к внуку Федору Алексеевичу. У Федора Алексеевича было два сына, младший, Иван Федорович погиб в 1604 году, старший, Петр Федорович в 1605 году перешёл на сторону Лжедмитрия и был убит вместе с самозванцем в 1606 году. После этого село Елизарово перешло ко вдове Ивана Федоровича — Ирине Васильевне. Ирина Васильевна в 1622 году отдала село в приданое своей дочери Фетинье Ивановне, которую выдали за князя Василия Яншевича Сулешова.
30 декабря 1641 году Фетинья Сулешова передала село Елизарово Троице-Сергиеву монастырю.
В 1764 году при секуляризации Елизарово и приписанные к нему деревни были отобраны от монастыря и перешли в ведомство государственных имуществ.
С 1876 года существует земская школа; учащихся в 1893 году было 93. В доме диакона с 1892 года открыта школа грамоты: учащихся в 1893 году было 6 девочек.
В советское время действовал совхоз «Елизарово» (преобразован в закрытое акционерное общество).

## Население
| 1859 | 1905 |
| ---- | ---- |
| 262  | 445  |

| 1859 | 1905 | 1926 | 2007 | 2010 |
| ---- | ---- | ---- | ---- | ---- |
| 262  | ↗435 | ↗469 | ↘336 | ↘307 |

### Известные люди
- Авдусь, Зинаида Ивановна (1923—2011) — советская учёная.

## Достопримечательности
- Церковь Никиты Мученика — один из старейших сохранившихся вотчинных храмов шатрового пошиба (1560-е гг.).
- Кирпичная церковь во имя Святой Живоначальной Троицы построена в 1882—1885 годах по проекту архитектора Н. А. Артлебена[14]. Богослужение в ней совершалось только в летнее время.[7]

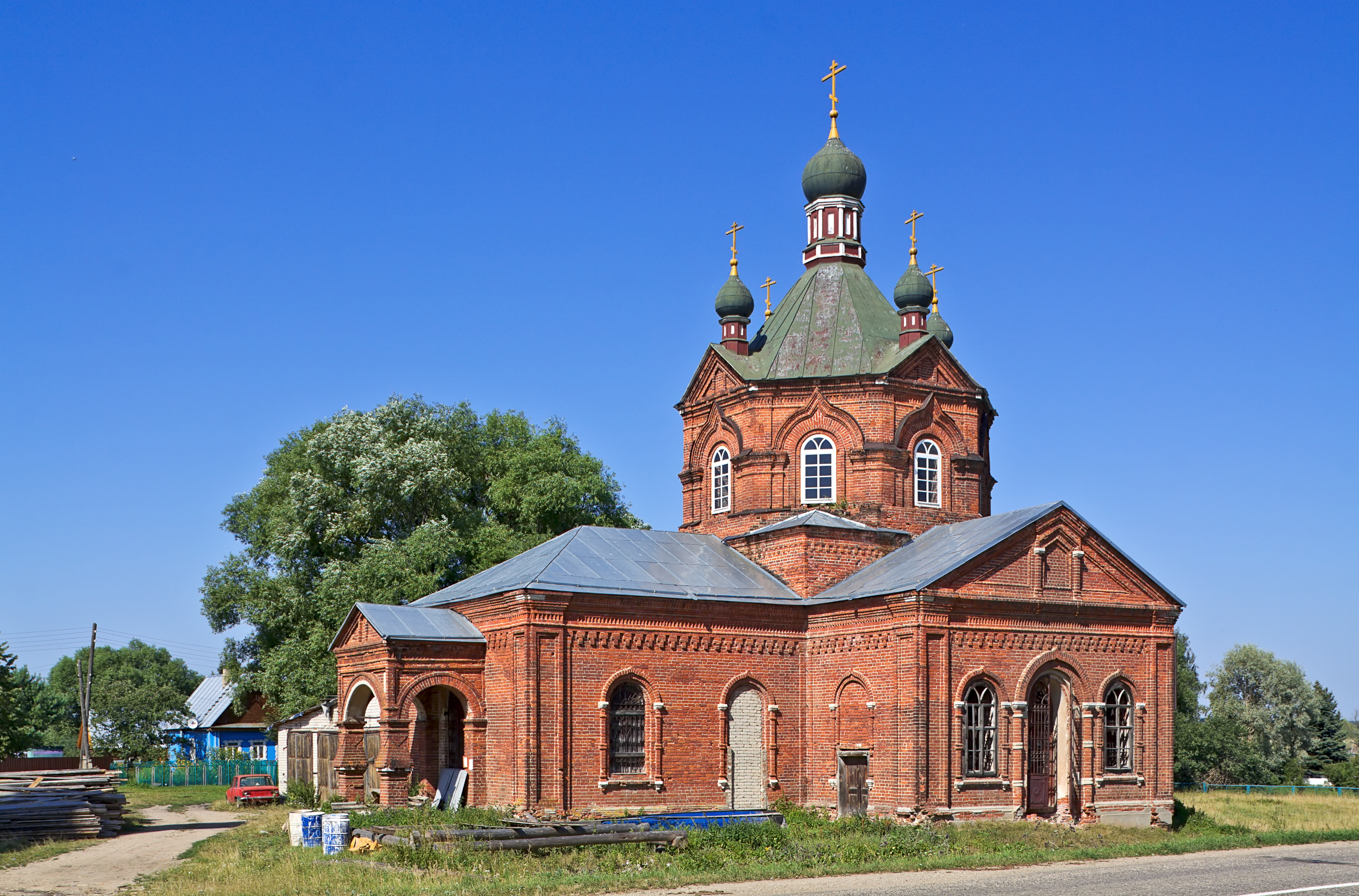
Церковь Троицы
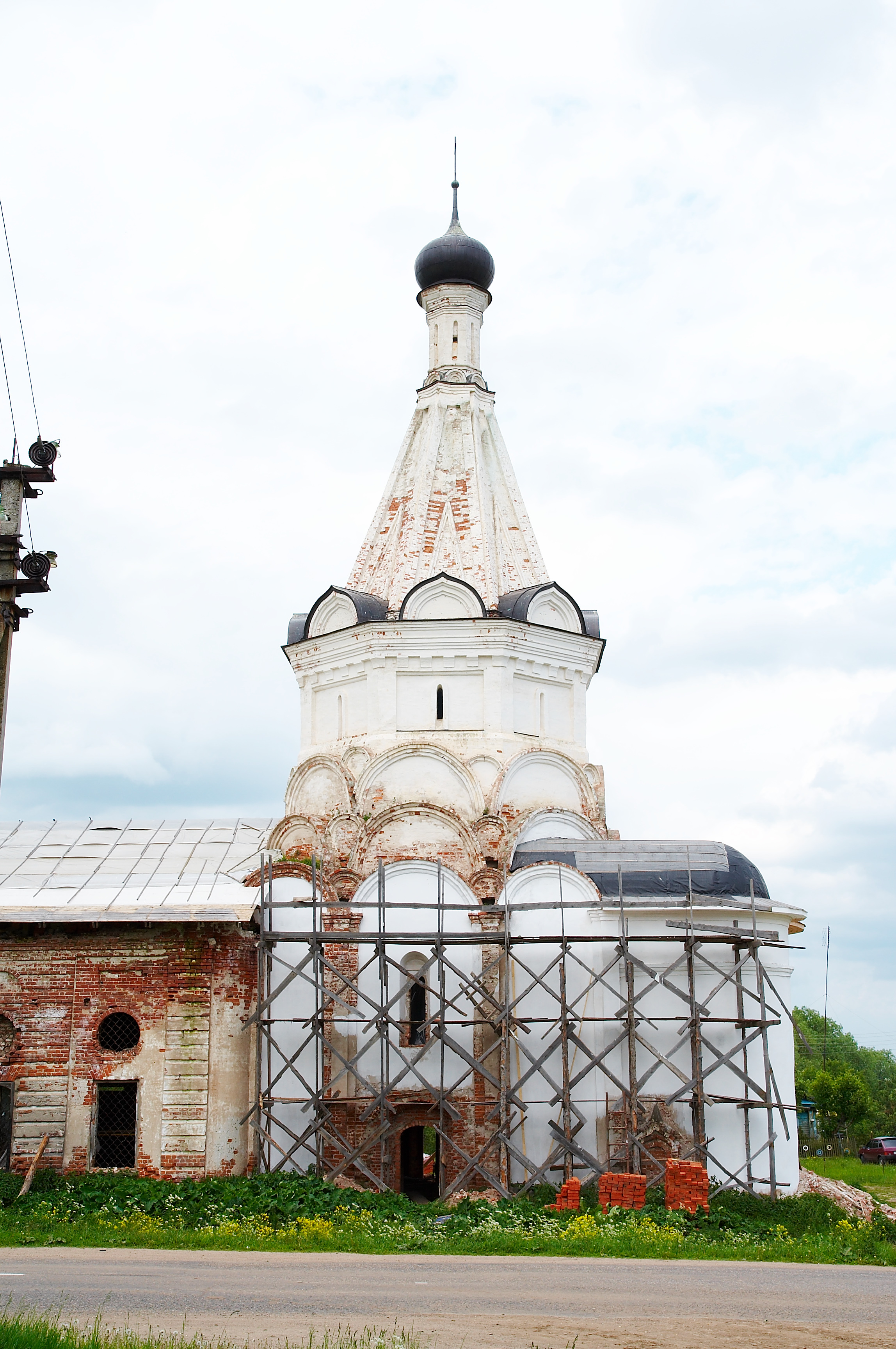
Церковь Никиты
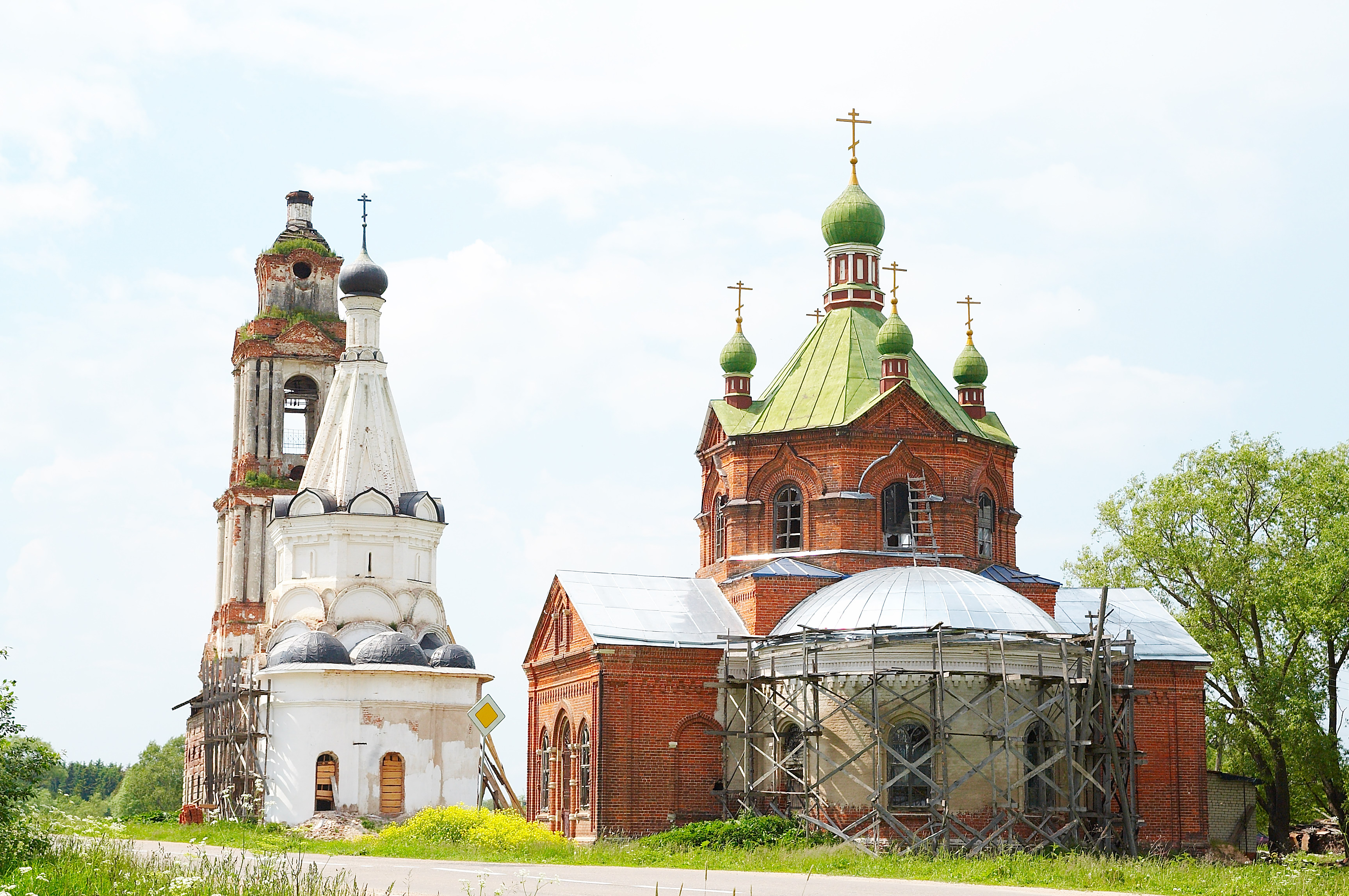
Храмовый ансамбль